# Nazionale maschile di pallamano degli Stati Uniti d'America
La nazionale degli Stati Uniti d'America di pallamano rappresenta gli Stati Uniti nelle competizioni internazionali e la sua attività è gestita dalla Federazione di pallamano degli Stati Uniti d'America.